# Serène
Die Serène (auch: Serène de Sanvensa) ist ein Fluss in Frankreich, der im Département Aveyron in der Region Okzitanien verläuft. Sie entspringt im nördlichen Gemeindegebiet von Le Bas Ségala, entwässert generell in südwestlicher Richtung und mündet nach 32 Kilometern an der Gemeindegrenze von Najac und Saint-André-de-Najac als linker Nebenfluss in den Aveyron.

## Orte am Fluss
(Reihenfolge in Fließrichtung)
- Sanvensa
- Les Mazières, Gemeinde Lunac
- Arcanhac, Gemeinde La Fouillade